# Adiantum raddianum
Adiantum raddianum é uma espécie de feto pertencente à família Pteridaceae.
Os seus nomes comuns são cabelo-de-vénus, avenca-comum, avenca-do-canadá ou avenca-delta.
É popularmente usada como planta ornamental. As frondes são triangulares, semi-erectas no início, curvando-se à medida que envelhecem, podendo atingir 8 cm de comprimento e 6 cm de largura.
A espécie foi descrita por Carl Bořivoj Presl e publicada em Tentamen Pteridographiae 158. 1836., no ano de 1836.
Não se encontra protegida por legislação portuguesa ou de Comunidade Europeia.

## Distribuição
Esta espécie é encontrada nos Açores e na Ilha da Madeira, tratando-se de uma espécie introduzida.

## Sinonímia
Segundo o The Plant List, esta espécie tem os seguintes sinónimos:
- Adiantum boliviense C. Chr. & Rosenst.
- Adiantum colpodes T. Moore
- Adiantum cuneatum Langsd. & Fisch.
- Adiantum cuneatum G. Forst.
- Adiantum decorum Moore
- Adiantum decorum var. quadripinnatum Rosenst.
- Adiantum mexicanum C. Presl
- Adiantum moorei Baker
- Adiantum rubellum Moore
- Adiantum rufopunctatum Mett. ex Kuhn
- Adiantum tinctum Moore
- Adiantum werckleanum H. Christ